# Карл Фридрих Вилхелм (Лайнинген)
Карл Фридрих Вилхелм фон Лайнинген (на немски: Carl Friedrich Wilhelm zu Leiningen; * 14 август 1724, Дюркхайм, Курпфалц; † 9 януари 1807, Аморбах, Бавария) от Дом Лайнинген, е императорски кемер, таен съветник на Курпфалц и генерал-лейтенант, 1. княз на Лайнинген от 1779 до 1807 г.

## Биография
Той е син на граф Фридрих Магнус фон Лайнинген-Дагсбург-Харденбург (1703 – 1756) и съпругата му Анна Христиана Елеонора фон Вурмбранд-Щупах (1698 – 1763), дъщеря на президента на имперския дворцов съвет граф Йохан Йозеф Вилхелм фон Вурмбранд-Щупах (1670 – 1750). По баща е внук на граф Йохан Фридрих фон Лайнинген-Дагсбург-Харденбург (1661 – 1722) и втората му съпруга Катарина фон Баден-Дурлах (1677 – 1746), дъщеря на маркграф Фридрих VII Магнус фон Баден-Дурлах, сестра на маркграф Карл III Вилхелм фон Баден-Дурлах, основателят на град Карлсруе.
На 3 юли 1779 г. императорът го издига на имперски княз. През 1796 г. фамилията е изгонена от французите от Пфалц. Новата резиденция на фамилията става Аморбах. През 1803 г. се образува Княжество Лайнинген.

## Фамилия
Карл Фридрих Вилхелм фон Лайнинген се жени на 24 юни 1749 г. за първата си братовчедка графиня Христиана Вилхелмина фон Золмс-Рьоделхайм-Асенхайм (* 24 април 1736, Рьоделхайм при Франкфурт на Майн; † 6 януари 1803, Страсбург), дъщеря на граф Вилхелм Карл Лудвиг фон Золмс-Рьоделхайм-Асенхайм (1699 – 1778) и съпругата му графиня Мария Маргарета Леополда фон Вурмбранд-Щупах (1701 – 1756). Те имат един син и три дъщери:
- Елизабет Христиана Мариана (* 27 октомври 1753; † 16 февруари 1792), омъжена на 17 май 1768 за граф Карл Лудвиг фон Салм († 1799)
- Шарлота Луиза Поликсена (* 27 май 1755; † 13 януари 1785), омъжена на 1 септември 1776 за граф Франц фон Ербах-Ербах († 1823)
- Каролина София Вилхелмина (* 4 април 1757; † 18 март 1832), омъжена на 21 септември 1773 за граф Фридрих Магнус фон Золмс-Вилденфелс († 1801)
- Емих Карл (* 27 септември 1763; † 4 юли 1814), 2. княз на Лайнинген (1763 – 1814)